# Florin-Alexandru Alexe
Florin-Alexandru Alexe (n. 30 august 1979

) este un deputat român, ales Vicepreședinte al Camerei Deputaților în septebrie 2022. A fost ales în funcția de deputat de Maramureș cu prilejul alegerilor parlamentare din anul 2020. Este la al doilea mandat de deputat, după ce în legislatura 2012-2016 a reprezentat Colegiul Uninominal 10, din Municipiul București.

Florin-Alexandru Alexe a absolvit Academia de Studii Economice, Facultatea de Marketing, în anul 2002. În anul 2013, și-a susținut teza de doctorat la aceeași universitate, cu o dizertație având drept temă brandul de oraș. 

În perioada 2002-2012, a activat în domeniul marketing, lucrând pentru diferite companii din domeniul media. 